# Oskar Hossfeld

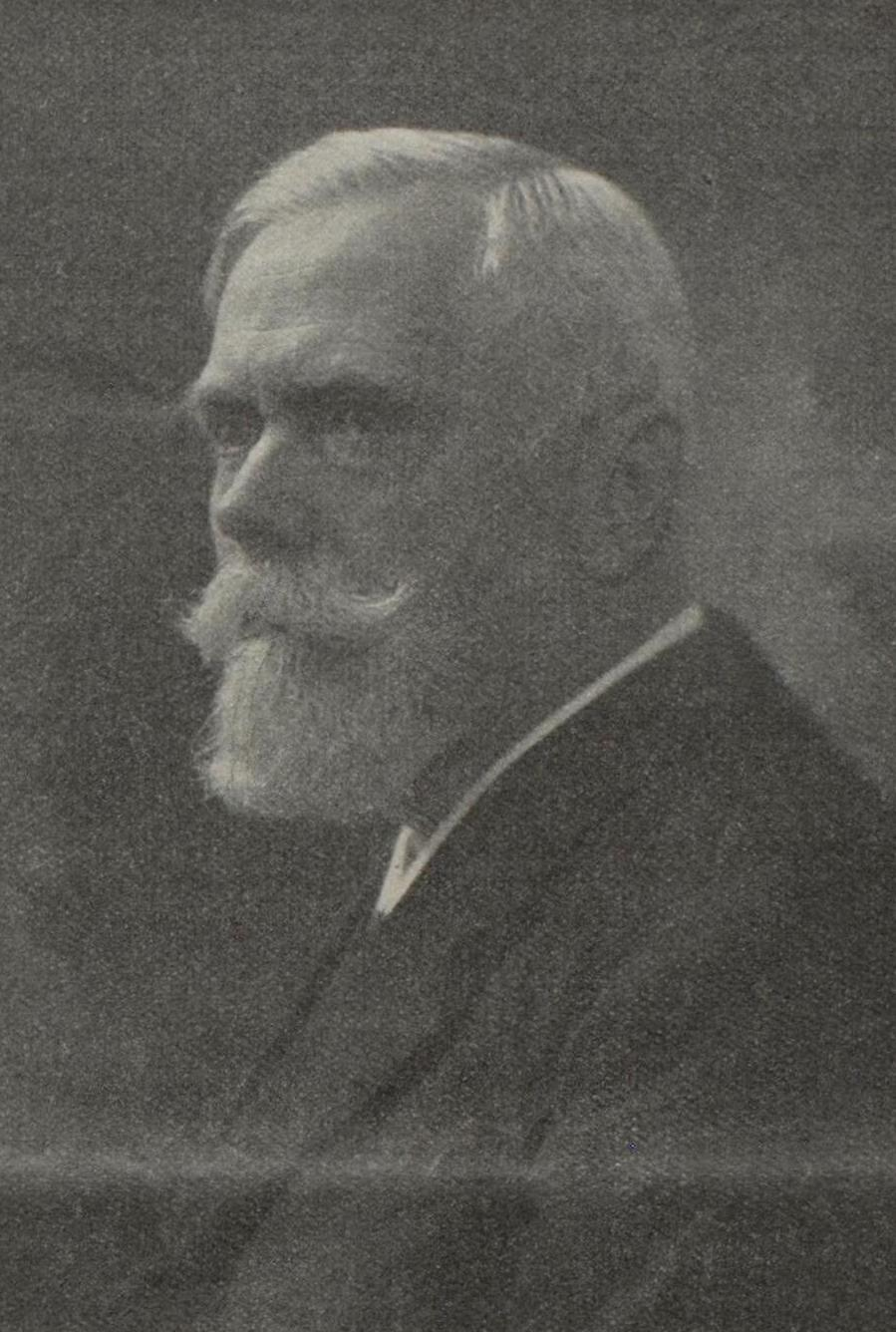
Oskar Hossfeld

Oskar Hossfeld (auch Hoßfeld) (* 4. Juli 1848 in Schulpforta; † 15. Oktober 1915 in Bad Wildungen; vollständiger Name: Friedrich Oskar Hossfeld) war ein deutscher Architekt und preußischer Baubeamter. Sein Haupttätigkeitsfeld bestand im Entwurf und dem Bau von Kirchengebäuden.

## Leben

### Werdegang
1867 begann Hossfeld nach seiner bestandenen Reifeprüfung das Studium an der Berliner Bauakademie. Er bestand seine Baumeisterprüfung (2. Staatsexamen) mit Auszeichnung. Mit seinem Entwurf für die Landesbibliothek in Berlin gewann er 1875 den Schinkelwettbewerb. Hossfeld war Mitarbeiter der Schlossbaukommission unter Reinhold Persius und wurde 1878 zum Hofbauinspektor befördert. Er reiste zu Studienzwecken nach Italien und Frankreich. 1888 wurde er als Landbauinspektor in die Hochbauabteilung beim preußischen Ministerium der öffentlichen Arbeiten in Berlin berufen. 1892 erfolgte die Beförderung zum Regierungs- und Baurat, 1899 die Ernennung zum Vortragenden Rat. Ab dem Jahr 1900 war Hossfeld zuständig für die Leitung des Dezernats für Museumsbauten, Kirchenbauwesen und Denkmalbauten in Preußen.
Er war Mitbegründer der Fachzeitschrift Die Denkmalpflege, veröffentlichte auch des Öfteren in anderen Fachzeitschriften wie dem Zentralblatt der Bauverwaltung.
1915 wurde Hossfeld zum Mitglied der Preußischen Akademie der Künste in Berlin in der Sektion Bildenden Künste berufen.

### Familie
Oskars Eltern waren der Maler und Zeichenlehrer Friedrich Hossfeld (1809–1881) und dessen Ehefrau Luise Hossfeld geb. Kummer (1824–1868). Oskar Hossfeld war seit 1877 mit Sidonie geb. Trinius verheiratet und hatte mit ihr zwei Söhne und zwei Töchter.
Sein Sohn Friedrich Hoßfeld, genannt Fritz (* 1879; † 1972 in Stuttgart) war 1918–1930 Stadtbaurat in Naumburg (Saale). Dessen Ehefrau und somit eine Schwiegertochter Oskar Hossfelds war die Glasmalerin und Bildhauerin Ina Hoßfeld geb. Plüddemann (* 1881 in Flensburg; † 1943 in München), die wiederum die Tochter des Architekten und Breslauer Stadtbaurats Richard Plüddemann war.

## Bauten und Entwürfe (Auswahl)

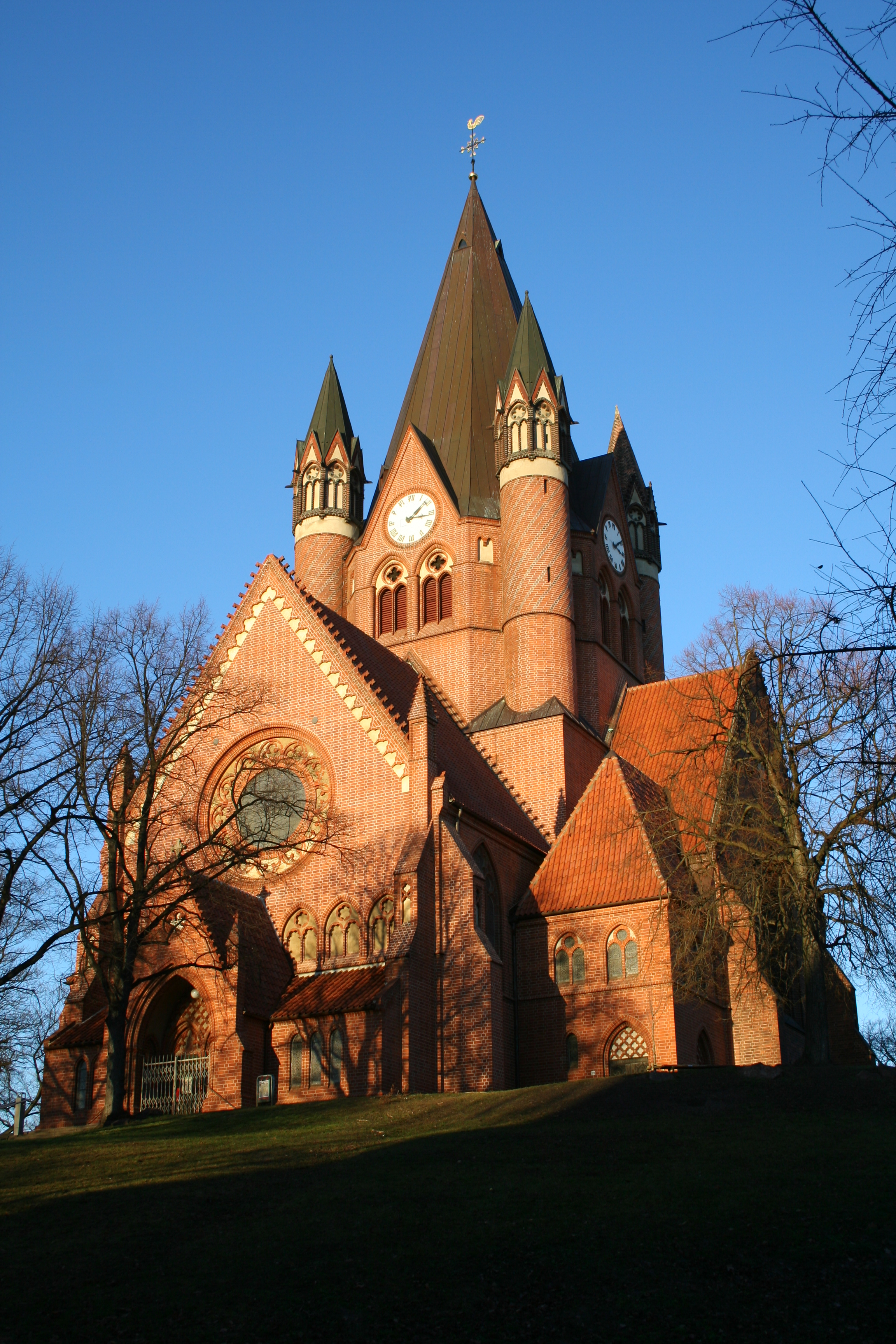
Pauluskirche in Halle (Saale)
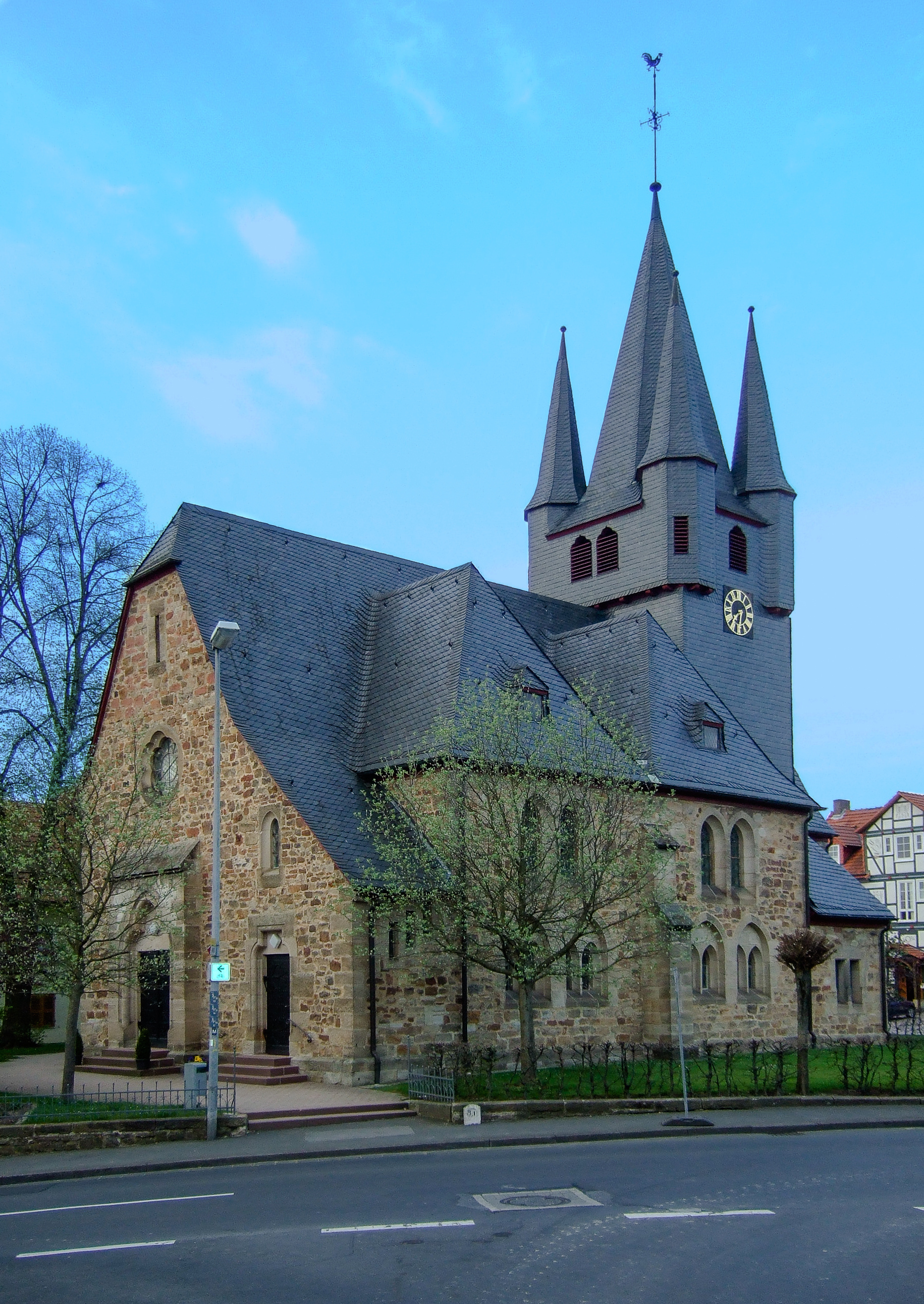
Evangelische Kirche Wellerode
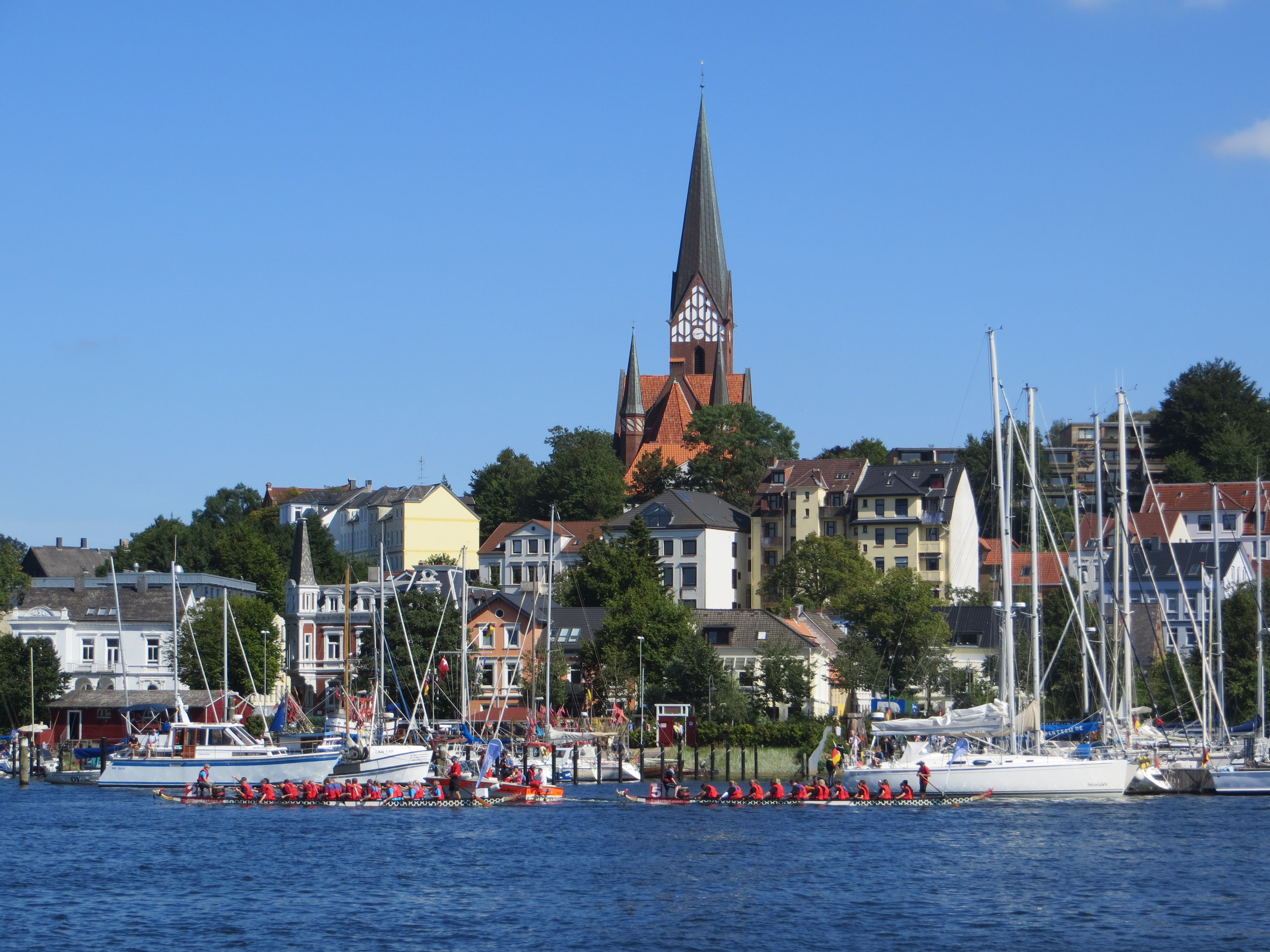
St.-Jürgen-Kirche auf dem Ostufer der Flensburger Förde
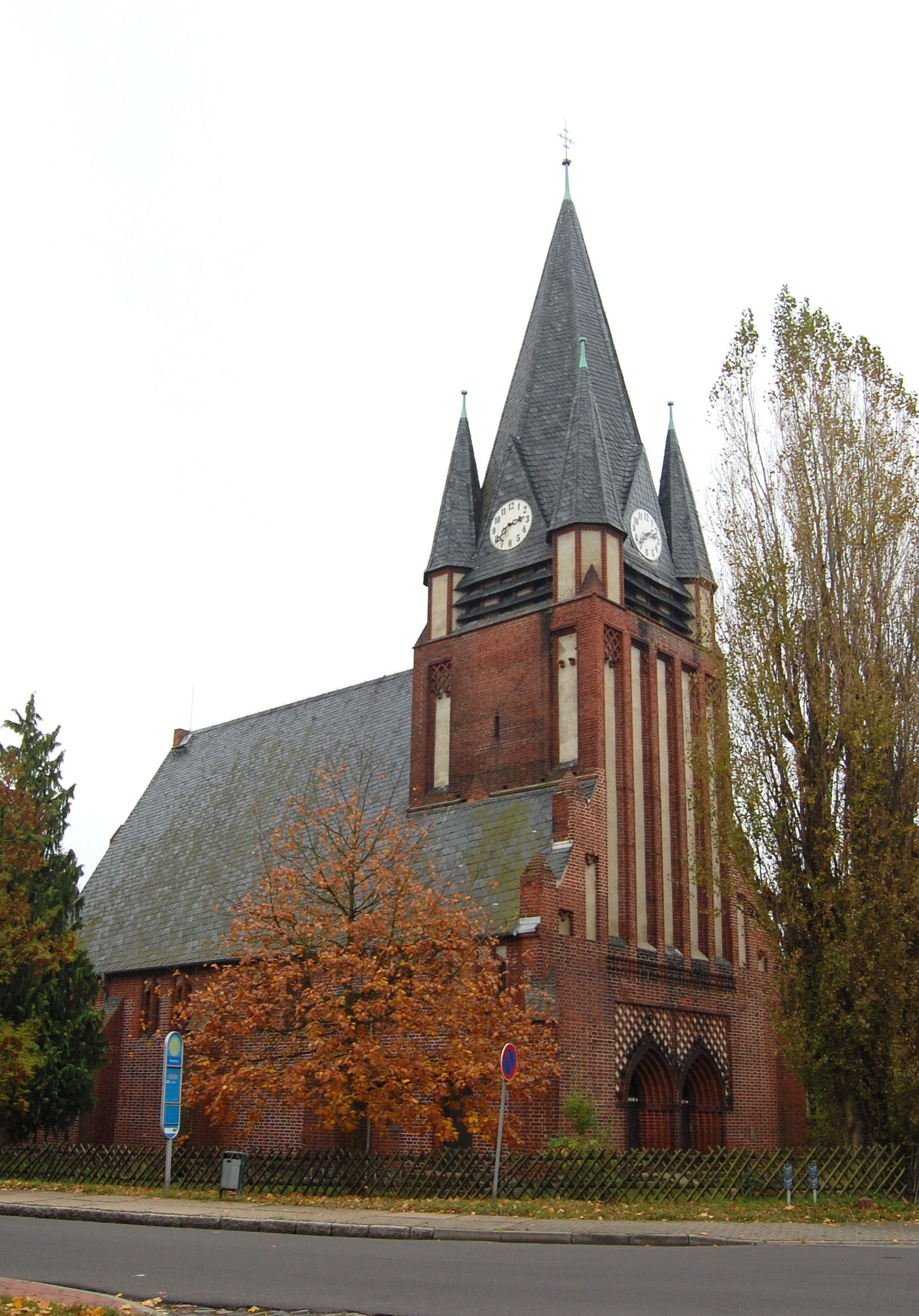
Lutherkirche Röxe, Hansestadt Stendal
Kaiser-Friedrich-Gedächtnis-Kirche in Liegnitz
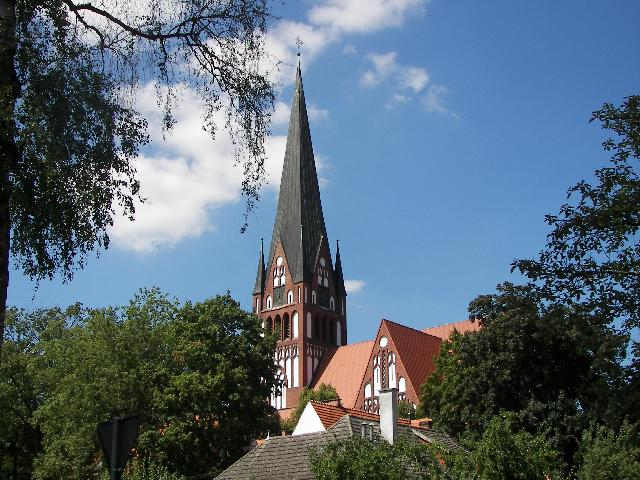
Neue Nikolaikirche (heute: Kirche zur Geburt der Jungfrau Maria) in Neustettin
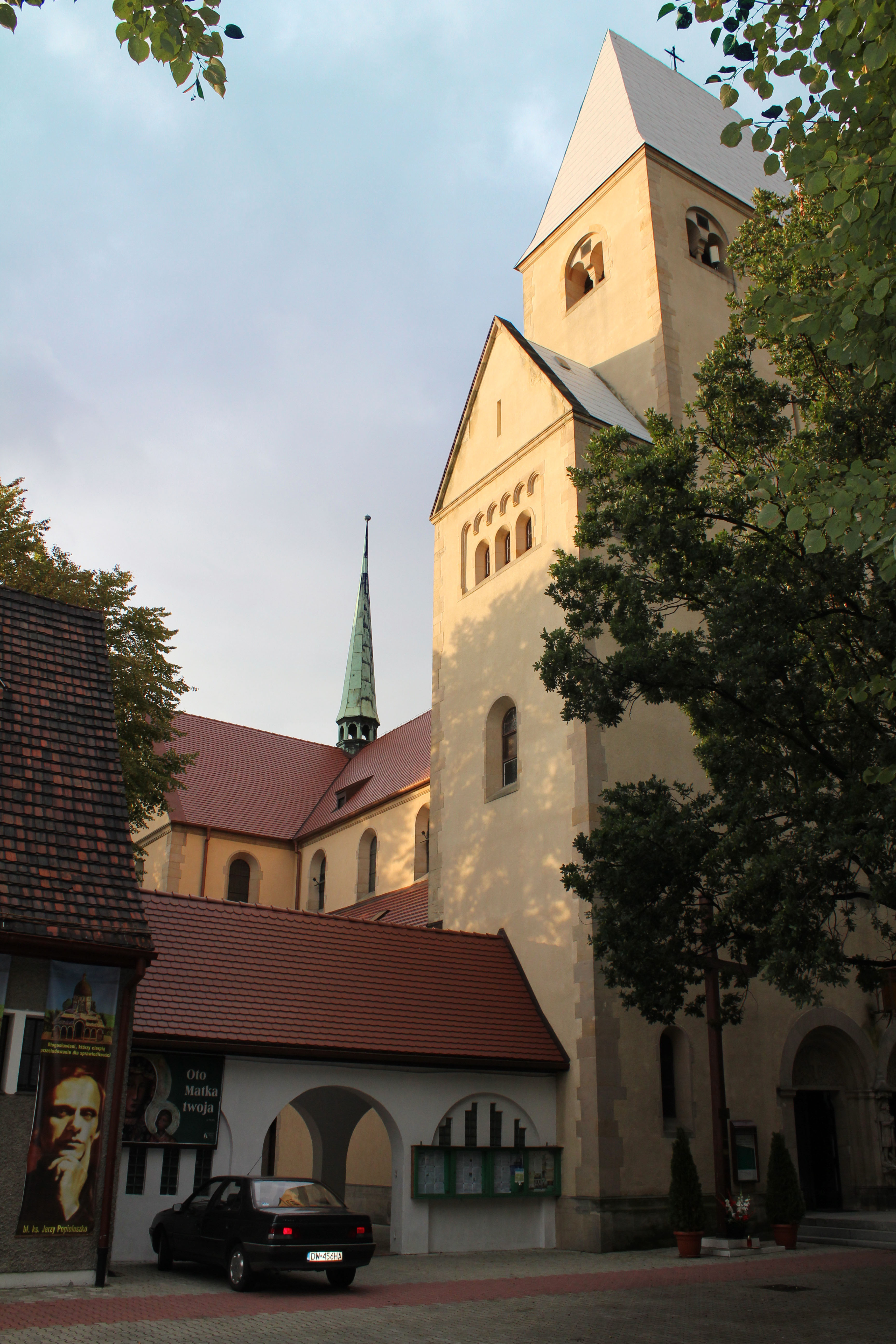
Kirche St. Georg und Hl. Kreuz in Brockau
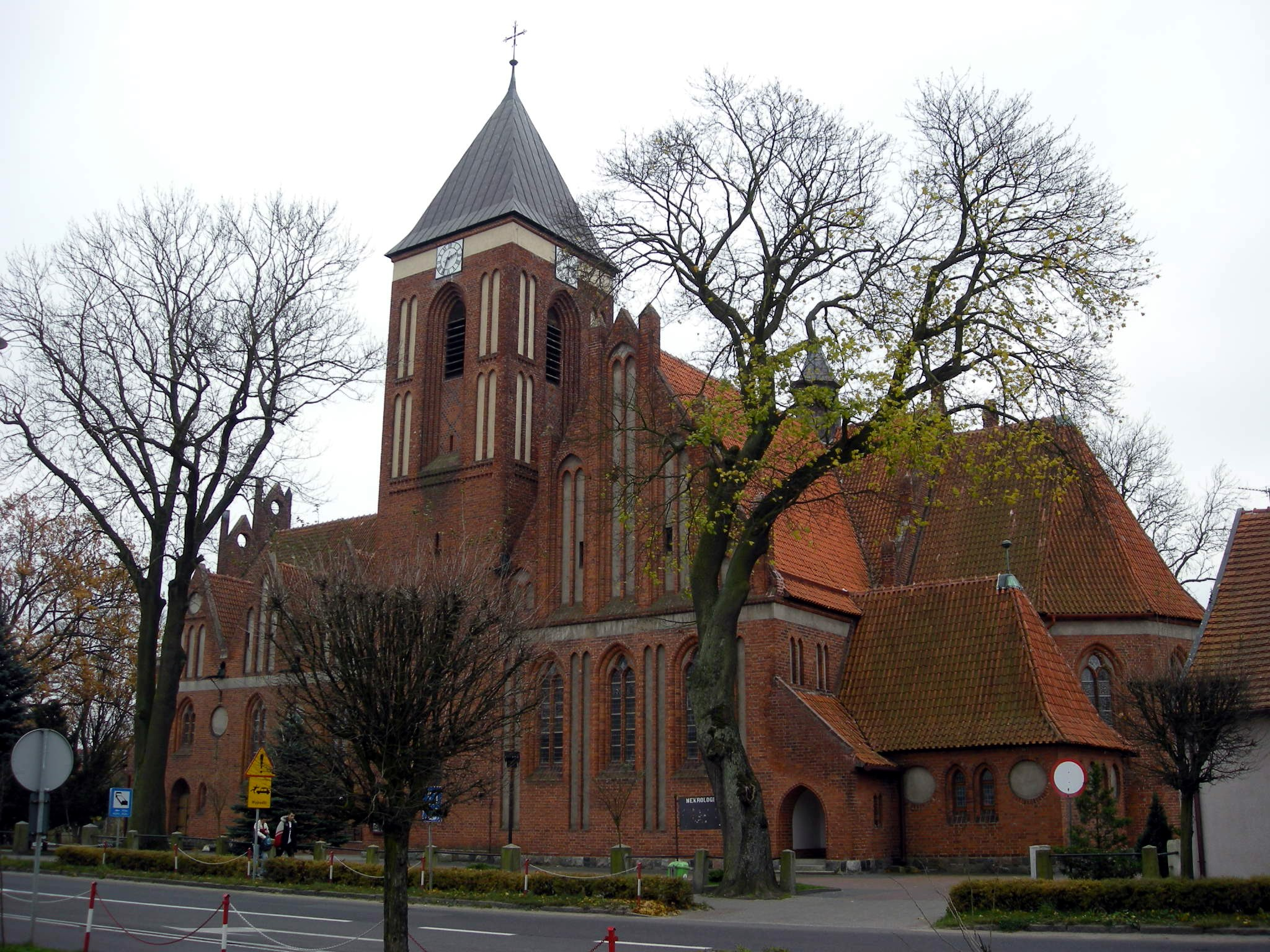
Maria-Magdalena-Kirche in Czersk

- 1875:–9999 Wettbewerbsentwurf einer Landesbibliothek für Berlin (Schinkelwettbewerb)[5]
- 1885:–9999 Waschhaus für das evangelische Diakonissenkrankenhaus Bethanien in Berlin-Kreuzberg[6]
- 1893–1894: Turm der Jakobikirche in Stettin[7]
- 1900–1903: Evangelische Pauluskirche in Halle (Saale)
- 1901–1902: Evangelische Kirche Wellerode
- 1902–1904: Evangelische Kirche in (Danzig-) Neufahrwasser[8]
- 1903–1904: Evangelische St.-Marien-Kirche in Neukloster[9]
- 1903–1905: Evangelische Genezarethkirche in Bentschen[8]
- 1903–1907: Evangelische St.-Jürgen-Kirche in Flensburg[10]
- 1904–1905: Evangelische Kirche in Olschöwen, Ostpreußen[11]
- 1904–1905: Lutherkirche Röxe in Hansestadt Stendal[12]
- 1904–1906: Römisch-katholische Pfarrkirche der St. Matthäus und Matthias in Hohenbirken[13]
- 1904–1906: Römisch-katholische Pfarrkirche St. Josef in (Dortmund-) Kirchlinde[8]
- 1904–1907: Evangelische Christuskirche in Posen (heute römisch-katholische St.-Anna-Kirche)[14]
- 1904–1907: St.-Matthäus-Kirche in Posen (heute Kirche Maria Königin)[15]
- 1904–1907: Römisch-katholische Pfarrkirche St. Laurentius in Groß Strehlitz, Schlesien[8]
- 1904–1908: Kaiser-Friedrich-Gedächtnis-Kirche in Liegnitz, Schlesien[16]
- 1905–1908: Evangelische Neue Nikolaikirche in Neustettin, Pommern (heute römisch-katholische Kirche Zur Geburt der Jungfrau Maria)[17][18]
- 1905–1910: Evangelische Stadtkirche in Bitterfeld[19]
- 1906–1908: Evangelisch-lutherische Stadtkirche St. Nicolai in Westerland, Insel Sylt
- 1907–1908: Evangelische Kirche Baunatal-Altenritte
- 1907–1909: Evangelische Kirche in Osterode (Ostpreußen)[20]
- 1907–1909: Römisch-katholische Kirche St. Josef in (Frankfurt-) Höchst am Main[8]
- 1908:–9999 Evangelische Kirche in Neustadt (Westpreußen)[8]
- 1908–1909: Evangelische Kreuzkirche in Herrensohr
- 1908–1912: Evangelische Kirche in Neumark (Westpreußen)[8]
- 1909–1910: Römisch-katholische Pfarrkirche in Dembio[8]
- 1909–1911: Evangelische Johanniskirche in Schneidemühl
- 1909–1911: Pfarrkirche der Unbefleckten Empfängnis der Seeligen Jungfrau Maria und St. Joseph in Haynau (Niederschlesien)[21]
- 1910–1911: Kirche St. Georg und Hl. Kreuz in Brockau
- 1910–1911: Heiliggeistkirche in Brockau (1945 zerstört)
- 1910–1913: Römisch-katholische St.-Maria-Magdalena-Kirche in Czersk[22]
- 1910–1913: Römisch-katholische Herz-Jesu-Kirche in Bromberg[23]
- 1910–1913: Pfarrkirche Corpus Christi in Rosenberg (Oberschlesien)[8]
- 1911–1913: Evangelische Kirche in Exin[8]
- 1912:–9999 Evangelische Kirche Baunatal-Guntershausen
- 1914:–9999 Erweiterung der Stadt- und Pfarrkirche St. Michael in Habelschwerdt

## Schriften
- Stadt- und Landkirchen. Verlag Wilhelm Ernst & Sohn, Berlin 1905 (Neuauflagen 1907, 1910 und 1915).